# Sláva Ukrajině

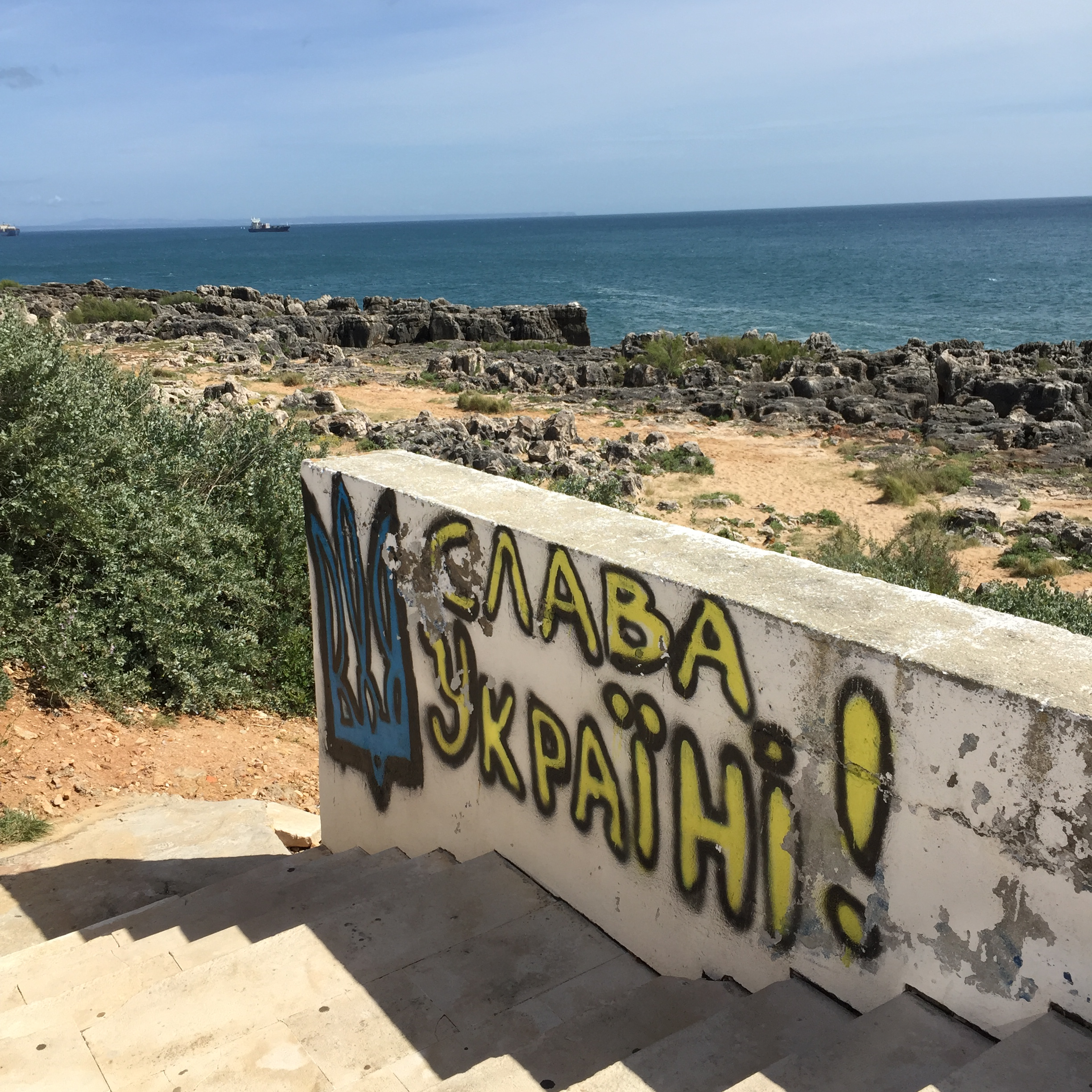
Slogan jako graffiti

Sláva Ukrajině! Hrdinům sláva! (ukrajinsky Слава Україні! Героям слава!, v české transkripci Slava Ukrajini! Herojam slava!) je ukrajinský národní pozdrav, známý jako symbol ukrajinské suverenity a odporu vůči cizí agresi. Je to motto a bojový pokřik Ozbrojených sil Ukrajiny. Po ruské invazi na Ukrajinu (2022) se stal široce rozšířenou formou vyjádření podpory ukrajinským obráncům a mezinárodním vyjádřením solidarity bránící se zemi.
Slogan získal v různých variantách širší známost ve vlasteneckých kruzích během ukrajinské války o nezávislost v letech 1917 až 1921. Pozdrav se stal součástí lexikonu ukrajinských nacionalistů ve 20. letech 20. století, ve 30. letech se rozšířil mezi členy organizace Organizace ukrajinských nacionalistů a později UPA (tzv. banderovci), tehdy vznikla také odpověď "Sláva hrdinům!" (ukrajinsky: Героям слава!, romanizováno: Heróiam sláva!, IPA: [ɦeˈrɔjɐm ˈsɫaʋɐ]). V Sovětském svazu byl slogan zakázaný a znovu se zrodil především v nacionalistických kruzích v roce 1991.

## Historické používání

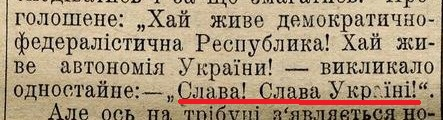
Slogan v záznamu aktu Centrální rady Ukrajiny z března 1917

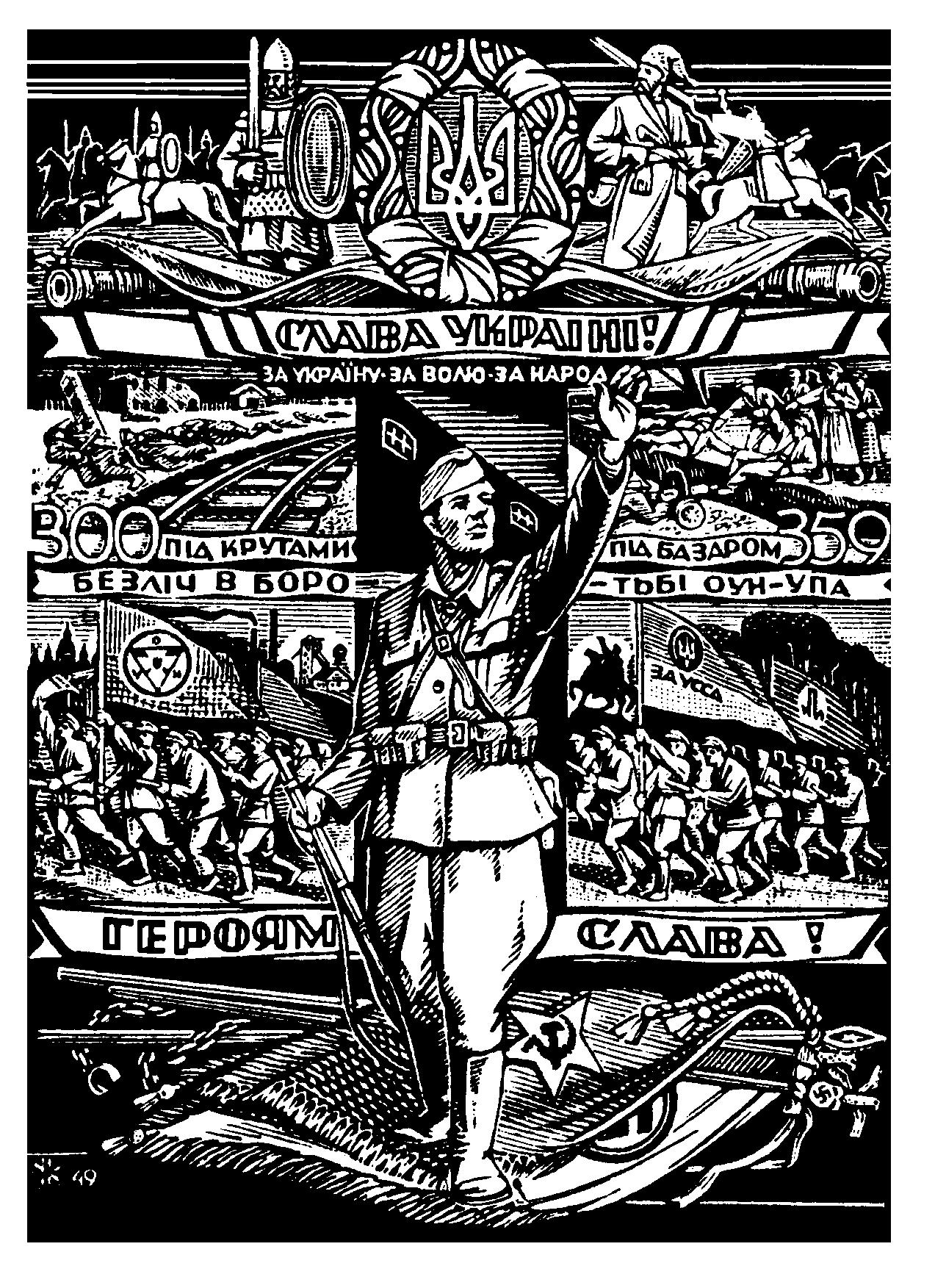
Plakát se sloganem používaným UPA

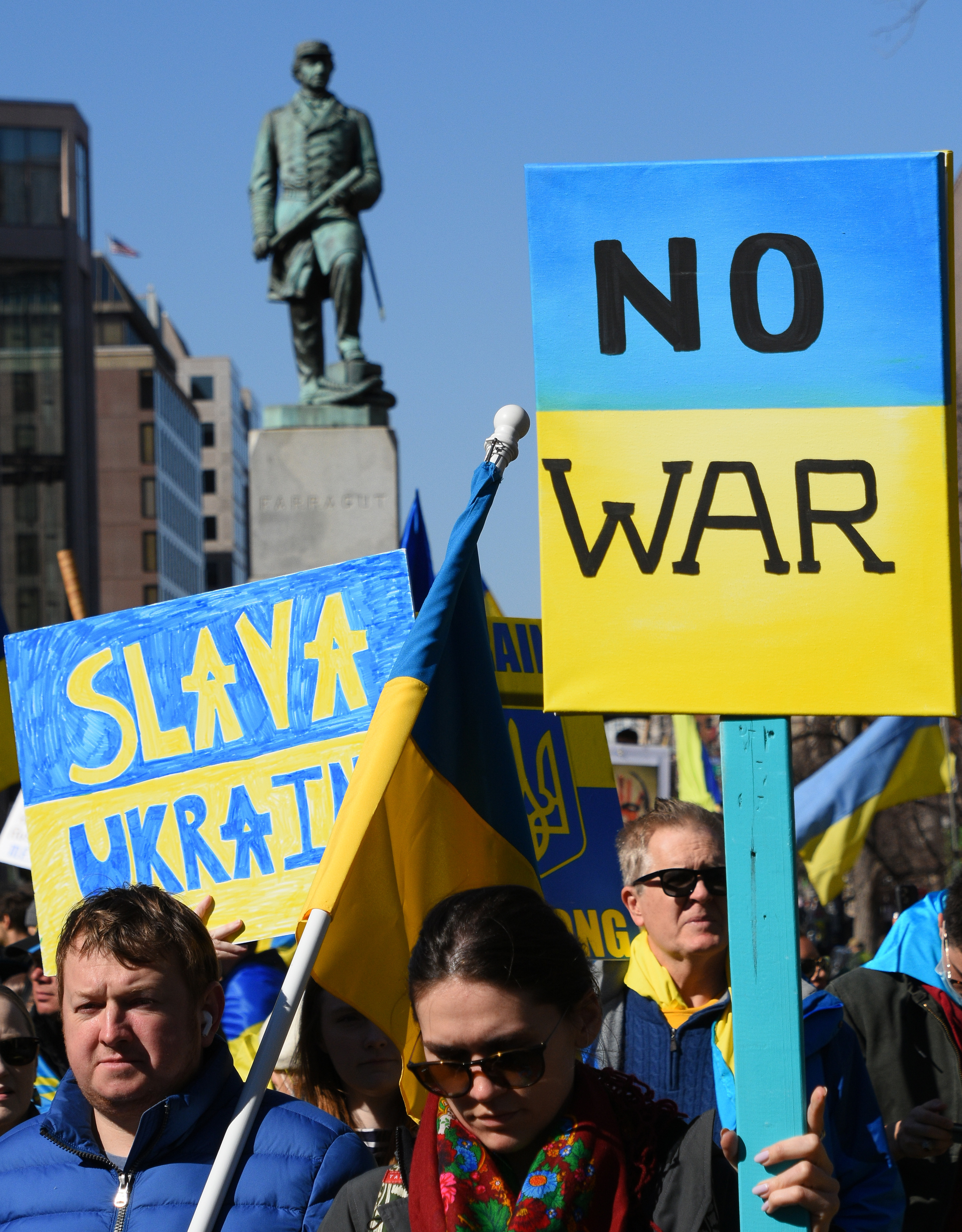
Použití sloganu na protiválečném protestu v únoru 2022

Motto lze vystopovat k verši v básni Tarase Ševčenka „Osnovjankeňovi“, kde použil podobné sousloví Sláva Ukrajiny. Širší známost, v různých variantách, získalo během ukrajinské války o nezávislost v letech 1917 až 1921, kdy se stalo velmi populární.
Slogan "Hrdinům sláva" byl poprvé zaznamenán již v době ukrajinské války za nezávislost a ve 20. letech se rozšířil jako pozdrav mezi členy Organizace ukrajinských nacionalistů. Mimo jiné jím byl zakončen text Aktu obnovení Ukrajinského státu z roku 1941, během pokusu o vyhlášení nezávislé Ukrajiny potlačeného nacistickými okupanty. Jako pozdrav se později rozšířil v širší známost především díky Ukrajinské povstalecké armádě, tzv. „banderovcům“, v jejímž čele stál ukrajinský politik Stepan Bandera. Ti jej v té době používali spolu se zvednutím pravé ruky po vzoru podobných pozdravů jiných fašistických a polofašistických stran v tehdejším Německu, Itálii či Chorvatsku.
Později bylo heslo běžně používáno ukrajinskou diasporou a uprchlíky na Západ během studené války. 

## Za nezávislé Ukrajiny
Heslo se pak znovu objevilo během cesty k znovuzískání nezávislosti na Sovětském svazu během jeho zániku, a bylo použito i americkým prezidentem Billem Clintonem v roce 1995.
V roce 2018 se Rusko vymezilo proti používání pojmu během fotbalového světového poháru s tím, že „jde o provokaci“. FIFA pokutovala hráče za video ve kterém tento slogan po zápase pronesl pokutou 15 000 CHF a varováním. Ukrajinský fotbalový svaz odpověděl, že jde o běžně používaný pozdrav, který nemá žádné ultra-nacionalistické konotace.
Od srpna 2018 je slogan Sláva Ukrajině! Hrdinům sláva! oficiální pozdrav ukrajinské armády.
Slogan se stal populárním v souvislosti s událostmi ukrajinské revoluce v roce 2013, anexí Krymu Ruskou federací 2014 a následnou válkou v Donbasu. Světovou popularitu pak slogan získal po ruské invazi na Ukrajinu v roce 2022, kdy se stal symbolem ukrajinského odporu proti ruské agresi.
Slogan byl posledními slovy pronesenými ukrajinským válečným zajatcem Oleksandrem Macijevským před jeho zastřelením ruskými vojáky.

## Kontroverze
V Sovětském svazu byl slogan Sláva Ukrajině! zakázaný. Protože heslo používali emigranti na Západ, sovětské vedení se je snažilo diskreditovat a označovalo je za „buržoazní nacionalisty“, „banderovce“ a „nacistické nohsledy“. V diskreditační kampani pokračovalo Rusko i v novém tisíciletí, kdy tento pozdrav označovalo za „fašistický slogan“, a to zejména od začátku ukrajinské krize po roce 2013, kdy obsadilo rozsáhlá ukrajinská území, a později v roce 2022, kdy zaútočilo na celé ukrajinské území.
V Česku, v souvislosti s novou vlnou zájmu o slogan, probuzenou válkou na Ukrajině, se mezi názorovými oponenty celistvosti Ukrajiny, případně internetovými trolly, zjara 2022 rozšířil ironický „kontra-slogan“ Sláma u kravína.